# Doug Oberhelman

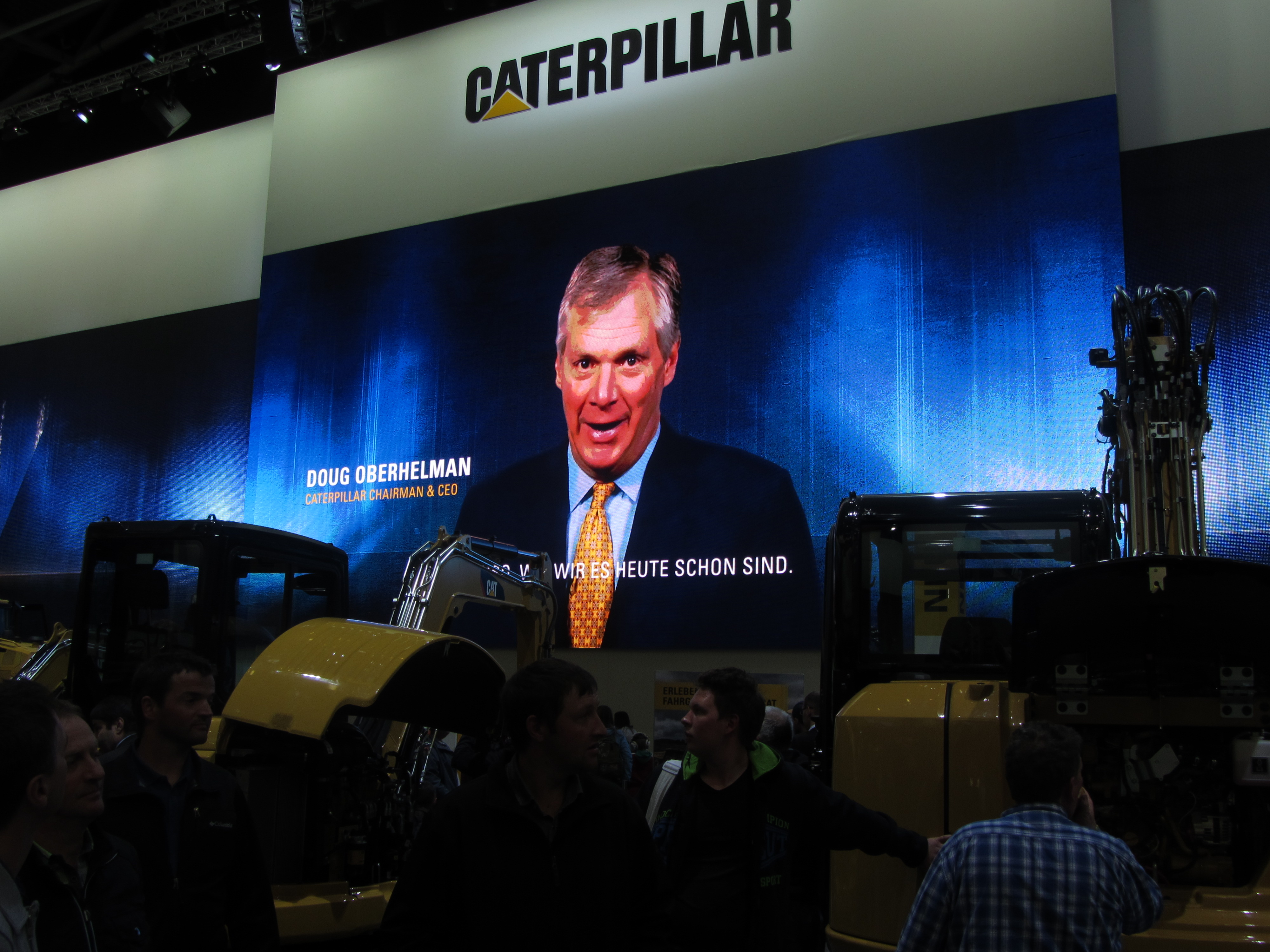
Doug Oberhelman auf der Bauma München 2016

Douglas R. „Doug“ Oberhelman (* 1952 in Peoria, Illinois) ist ein US-amerikanischer Manager.

## Leben
Oberhelman studierte an der Millikin University in Decatur, Illinois. Oberhelman ist seit 2010 als Nachfolger von Jim Owens Chairman und CEO des US-amerikanischen Unternehmens Caterpillar. Zum 1. Januar 2017 wurde er von Jim Umpleby als CEO von Caterpillar abgelöst. Er lebt mit seiner Familie in Edwards, Illinois. Seine Ehefrau Diane Oberhelman ist im Vorstand des Unternehmens Cullinan Properties.